# دریاچه آکنا
دریاچه آکنا (ارمنی: Ակնա լիճ) یک دریاچه کوچک در ارمنستان می‌باشد این دریاچه در دشت آرارات در غرب واغارشاپات واقع شده است. دریاچه آکنا پیشتر با نام آیگر (ارمنی: Այգեր) نامیده می‌شد.